# Carlos José Castilho
Carlos José Castilho (Rio de Janeiro, 1932. április 15. – Rio de Janeiro, 1987. február 2.), egykori kétszeres világbajnok brazil válogatott labdarúgókapus.
A brazil válogatott tagjaként részt vett az 1950-es, az 1954-es, 1958-as és az 1962-es világbajnokságon illetve az 1953-as, az 1957-es és az 1959-es Dél-amerikai bajnokságon.

## Sikerei, díjai
Brazília
- Világbajnok (2): 1958, 1962
- Világbajnoki döntős (1): 1950
- Dél-amerikai ezüstérmes (2): 1957, 1959

## Külső hivatkozások
- Carlos José Castilho a FIFA.com honlapján Archiválva 2014. december 15-i dátummal a Wayback Machine-ben
- Carlos José Castilho a national-football-teams.com honlapján